# Discophora deodoides
Discophora deodoides är en fjärilsart som beskrevs av Robert Christopher Tytler 1939. Discophora deodoides ingår i släktet Discophora och familjen praktfjärilar. Inga underarter finns listade i Catalogue of Life.